# ラジオわたしの物語
『ラジオわたしの物語』（ラジオわたしのものがたり）は、放送タレントで、芝三光に由来する江戸しぐさの普及活動を行っている山内あやりの冠番組。ラジオ日本（1422kHz）で放送中のラジオ番組。2007年9月18日放送開始。

## 概要
放送時間は毎週火曜日の夜23:15〜23:30。収録放送。放送開始当初30分番組の頃は山内あやりのナレーションで『四季の散歩道』というコーナーがあった。内容は毎回各界の著名人や会社経営者が自分史を語りに訪れる対談番組。2008年7月〜9月北京オリンピック特集、放送開始1周年記念特番には未解決事件に取り組む大手新聞社社会部デスクが出演。山内あやりの独特な優しい語り口で、年配層の人気を博している。番組の最後に、江戸しぐさのコーナーがある。2009年8月に、第100回目の放送を迎え、同年9月、熱狂的プロレスファンの山内が企画したプロレスリングノア特集が組まれている。